# Grahamichthys
Grahamichthys is een monotypisch geslacht van straalvinnige vissen uit de familie van de slaapgrondels (Eleotridae).

## Soort
- Grahamichthys radiata (Valenciennes, 1837)